# Guyver (manga)
Guyver (強殖装甲ガイバー?, Kyōshoku Sōkō Gaibā) è un manga di Takaya Yoshiki pubblicato in Giappone dal 1985 e ancora in corso di pubblicazione.

## Storia editoriale
Guyver ha debuttato il 18 febbraio del 1985 sulle pagine della rivista Shonen Captain dell’editore Tokuma Shoten e successivamente alla chiusura della rivista nel 1997 nel 1999 la serie venne ripresa dall'editore Kadokawa Shoten che la pubblicò inizialmente sulla rivista Ace Next, poi dal 2002 su Shonen Ace e quindi dal 2009 su Young Ace.
In Italia venne pubblicato dal 1994 dall'editore Star Comics sulla collana Techno e poi dal 1997 con il nº 26 la serie viene spostata sulla collana Storie di Kappa.

## Altri media

### Home video
Il manga ha ispirato due OAV, ovvero film di animazione realizzati direttamente per il mercato home video: un episodio singolo del 1986 e una serie in 12 episodi del 1992. Quest'ultima è stata pubblicata anche in Italia da Polygram Video / Manga Video con il titolo The Guyver - Bioarmatura potenziata.

### Serie televisive animate
Serie di 26 episodi prodotta nel 2005.

### Cinema
Due lungometraggi dal vivo nel 1991 e nel 1994.

## Trama
L'organizzazione segreta Cronos è in possesso dell'eredità di una razza aliena che in un lontano passato ideò un progetto per sviluppare soldati invincibili. Lo studente Sho Fukamachi entra suo malgrado in possesso di una delle unità Guyver trafugate all'organizzazione, un dispositivo in grado di dotare un essere umano di un'armatura biologica. Attivandola involontariamente diventerà a partire da quel momento Guyver I. Cronos cerca di rientrare in possesso delle unità Guyver scatenando una caccia all'uomo che provocherà molte vittime e che coinvolgerà le Dodici Divinità o Zoalord a capo dell'organizzazione che ha ramificazioni in tutte le attività politiche e economiche del mondo al fine di conquistarlo. Poco tempo dopo Cronos prende il controllo del pianeta sbarazzandosi facilmente di tutte le resistenze militari instaurando un governo mondiale dando inizio a una nuova era nella quale spariscono le disparità economiche tra paesi e la tecnologia di Cronos provoca grandi balzi in avanti in vari campi. Cronos permette ai singoli di scegliere volontariamente se sottoporsi alla trasformazione in zoanoide acquisendone così i vantaggi e i privilegi. La dittatura è ormai instaurata ma una rete clandestina di resistenza utilizza il potere dei Guyver trafugati per creare scompiglio nelle basi zoanoidi cercando di abbattere il regime.